# World Athletics Relays 2021 - Staffetta 2×2×400 metri mista
Alle World Athletics Relays, la staffetta 2×2×400 metri mista si è svolta con finale diretta il 1º maggio presso lo Stadio della Slesia di Chorzów, in Polonia.

## Risultati

### Finale
La finale si è disputata a partire dalle ore 21:06.
| Pos. | Paese       | Atleti                                | Tempo   | Note                                     |
| ---- | ----------- | ------------------------------------- | ------- | ---------------------------------------- |
| 1    | Polonia     | Joanna Jóźwik Patryk Dobek            | 3'40"92 | Miglior prestazione personale            |
| 2    | Kenya       | Naomi Korir Ferguson Cheruiyot Rotich | 3'41"79 | Miglior prestazione personale stagionale |
| 3    | Slovenia    | Anita Horvat Žan Rudolf               | 3'41"95 | Miglior prestazione personale stagionale |
| 4    | Bielorussia | Ilona Velikanovich Illia Karnavukhau  | 3'48"06 | Miglior prestazione personale            |
| 5    | Portogallo  | Dorothé Évora João Coelho             | 3'54"01 | Miglior prestazione personale stagionale |
| -    | Slovacchia  | Daniela Ledecká Patrik Dömötör        | dq      |                                          |